# Le Sen
Le Sen är en kommun i departementet Landes i regionen Nouvelle-Aquitaine i sydvästra Frankrike. Kommunen ligger i kantonen Labrit som tillhör arrondissementet Mont-de-Marsan. År 2022 hade Le Sen 221 invånare.

## Befolkningsutveckling
Antalet invånare i kommunen Le Sen
Referens:INSEE